# 偏岩乡
偏岩乡，是中华人民共和国四川省资阳市安岳县曾经下辖的一个乡。2019年12月，撤销偏岩乡，将其所属行政区域划归龙台镇管辖。

## 行政区划
偏岩乡撤销前下辖以下地区：
千花村、新寨村、玉坡村、筒车村、凤龙村、大水村、鹤林村、轿顶村、金洗村、双渡村和洗马村。